# 西荒瀬村
西荒瀬村（にしあらせむら）は、かつて山形県飽海郡にあった村。

## 地理
西側は日本海に面する。

## 沿革
- 1889年（明治22年）4月1日 - 町村制施行に伴い飽海郡酒井新田村、藤塚村、高砂村、豊里村、穂積村、宮海村が合併し、西荒瀬村が発足。
- 1913年（大正2年）8月1日 - 上田村との境界変更[1]。
- 1919年（大正8年）11月26日 - 上田村、本楯村との境界変更[2]。
- 1941年（昭和16年）4月1日 - 大字高砂・酒井新田を分離し酒田市に編入[3]。
- 1949年（昭和24年）9月1日 - 大字豊里字下西割の一部を分離し酒田市に編入[4]。
- 1954年（昭和29年）8月1日 - 酒田市に編入され消滅。